# Mannosulfan
Mannosulfan (INN) là một tác nhân kiềm hóa có khả năng điều trị ung thư. Nó không được FDA Hoa Kỳ chấp thuận để điều trị ung thư. Nghiên cứu cho thấy nó ít độc hơn so với Busulfan alkyl sulfonate.